# (140628) Klaipeda
(140628) Klaipeda est un astéroïde de la ceinture principale.

## Description
(140628) Klaipeda est un astéroïde de la ceinture principale. Il fut découvert le 20 octobre 2001 à Moletai par Kazimieras Černis et Justas Zdanavičius. Il présente une orbite caractérisée par un demi-grand axe de 2,40 UA, une excentricité de 0,14 et une inclinaison de 5,8° par rapport à l'écliptique.

## Compléments